# ماساهيرو كوباياشي (مخرج)
ماساهيرو كوباياشي (باليابانية: 小林政広؛ بالكانا: こばやし まさひろ) هو كاتب سيناريو ومخرج ياباني، ولد في 6 يناير 1954 في طوكيو في اليابان.

## وصلات خارجية
- ماساهيرو كوباياشي على موقع IMDb (الإنجليزية)
- ماساهيرو كوباياشي على موقع ألو سيني (الفرنسية)
- ماساهيرو كوباياشي على موقع أول موفي (الإنجليزية)
- ماساهيرو كوباياشي على موقع قاعدة بيانات الفيلم (الإنجليزية)
- ماساهيرو كوباياشي على موقع كينوبويسك (الروسية)